# The Last Ten Seconds of Life
The Last Ten Seconds of Life ist eine US-amerikanische Deathcore-Band.

## Geschichte
Gegründet wurde The Last Ten Seconds of Life im Jahr 2010 in Meadville im US-amerikanischen Bundesstaat Pennsylvania. Die Band bestand in ihrer Ursprungsbesetzung aus dem Sänger Storm Strope, dem Gitarristen Wyatt McLaughlin, dem Bassisten Anthony Madara und dem Schlagzeuger Christian Fisher. Ehemalige Musiker sind Bassist Thomas Giamanco und Gitarrist Casey Quick. Zur Zeit der Gründung studierten alle Musiker an der Mansfield University.
Nach den zwei selbstveröffentlichten EPs Justice im Gründungsjahr und Warpath (2012), sowie dem Debütalbum Know Your Exits wurde die Gruppe Mitte 2013 von Density Records unter Vertrag genommen. Noch im Jahr 2013 wurde das Album Invivo[Exvivo] veröffentlicht. Es folgten Auftritte als Begleitband für Thy Art Is Murder, I Declare War, Fit for an Autopsy und Kublai Khan. 2015 erschien mit Soulless Hymns das dritte Studioalbum der Band. Innerhalb der ersten Verkaufswoche wurden knapp über 1.000 Tonträger des Albums verkauft. Es folgte eine gemeinsame Tournee mit Veil of Maya durch die USA. Am 17. April 2015 spielte die Band in Worcester auf der Hauptbühne des New England Metal and Hardcore Festivals, gemeinsam mit Sworn In, Vanna, The Color Morale und Motionless in White.
2015 tourte die Band als Begleitband für Sepultura auf dem zweiten Tourabschnitt der „30 Anniversary Tour“ in den Vereinigten Staaten und Kanada. Die Tournee endete nach 17 Konzerten am 14. Juni 2015 in Grand Junction, Colorado. Dezember 2015 war die Band mit Fallujah und Within the Ruins als Vorband für Carnifex erstmals in Europa zu sehen.
2016 wurde mit The Violent Sound das vierte Studioalbum nach einem Wechsel der Plattenfirma zu Siege Music veröffentlicht. Auf dem Album ist John Robert C., der frühere Sänger von Bands wie My Bitter End, Suffokate Ender und Painted In Exile als neuer Frontmann zu hören. Am 11. Januar 2019 erschien das Album Machina Non Grata, welches im Eigenverlag veröffentlicht wurde. Dem folgte im Januar 2022 das nach der Gruppe betitelte sechst Studioalbum, dass über Unique Leader Records auf den Markt kam. Knapp einen Monat später verließen Sänger John Robert C, Bassist Mike Menocker und Schlagzeuger Steven Sanchez die Gruppe, ohne weitere Details über ihren Ausstieg bekannt zu geben. Ende August wurden mit Tyler Beam, Andrew Petway und Dylan Potts die neuen Bandmitglieder vorgestellt. Die erste Veröffentlichung unter der neuen Besetzung ist Disquisition on an Execution, das in Form einer EP noch im November gleichen Jahres herausgegeben wurde.
Am 5. Dezember 2023 kündigten die Musiker die Veröffentlichung ihres siebten Studioalbums No Name Graves an, welches im Februar 2024 erschien.

## Stil
Die Musik wird als eine Symbiose aus Hardcore Punk und dunklem, schleppenden Death Metal beschrieben, was heute als Deathcore bezeichnet wird. Dabei verwendet die Gruppe auch die für die Musikrichtung typischen Breakdowns und verzichten in ihrer Musik komplett auf melodische Elemente. Auf ihrem zweiten Longplayer arbeitet die Gruppe allerdings auch mit wenigen Elementen des Nu Metal. Kritisiert wird unter anderem der häufige Gebrauch von Breakdowns. Der Einsatz von Spoken-Word-Passagen hingegen lasse an Gruppen wie Korn, Slipknot und King 810 erinnern, jedoch wird der Klang auf dem dritten Album Soulless Hymns als seelenlos beschrieben.

## Diskografie

### EPs
- 2010: Justice (Eigenveröffentlichung)
- 2012: Warpath (Eigenveröffentlichung)
- 2022: Disquisition to an Execution (Unique Leader Records)

### Alben
- 2011: Know Your Exits (Eigenveröffentlichung)
- 2013: Invivo[Exvivo] (Density Records, Workhorse Records)
- 2015: Soulless Hymns (Density Records, Workhorse Records)
- 2016: The Violent Sound (Siege Music)
- 2019: Machina Non Grata (Eigenproduktion)
- 2022: The Last Ten Seconds of Life (Unique Leader Records)
- 2024: No Name Graves (Unique Leader Records)

### Kompilationen
- 2014: The Last Ten Seconds of Life: 2010–2012 (Density Records, Workhorse Records)